# M 32
M 32 (NGC 221) — карликовая эллиптическая галактика, самый близкий спутник галактики Андромеды и ближайшая к нам эллиптическая галактика. Находится на расстоянии 760 килопарсек от Млечного Пути, её диаметр составляет 2,5 килопарсека, масса — 0,8—1,4⋅109 M⊙. Абсолютная звёздная величина составляет −16,5m. Относится к редкому подклассу — компактным эллиптическим галактикам.
Разные свойства M 32 — такие, как высокая металличность для её светимости и полное отсутствие шаровых звёздных скоплений — указывают на то, что она потеряла значительную часть своей массы из-за приливных взаимодействий с галактикой Андромеды и от неё осталось только центральная часть. В свою очередь, у галактики Андромеды из-за взаимодействия с M 32 искажена форма спиральных рукавов и искривлён диск.
Галактику M 32 открыл Гийом Лежантиль в 1742 году. В 1944 году Вальтер Бааде при наблюдениях разрешил её на отдельные звёзды и определил, что она находится на том же расстоянии, что и галактика Андромеды. M 32 имеет видимую звёздную величину 8,1m, поэтому видна даже в бинокль.

## Свойства

### Основные характеристики
M 32 (NGC 221) — карликовая эллиптическая галактика, ближайший спутник галактики Андромеды — расстояние между ними в проекции на картинную плоскость составляет всего 5,3 килопарсека. M 32 удалена на 760 килопарсек от Млечного Пути, что делает её ближайшей к нам эллиптической галактикой. Различные признаки, например, отсутствие межзвёздных облаков, которые проецируются на M 32, говорят о том, что M 32 находится перед диском галактики Андромеды, а не за ним.
Диаметр галактики, измеренный по изофоте 25m на квадратную секунду дуги в фотометрической полосе B, составляет 2,5 килопарсека. Масса M 32 составляет 0,8—1,4⋅109 M⊙, из этой массы на нейтральный атомарный водород приходится менее 1,5⋅106 M⊙. Абсолютная звёздная величина галактики в полосе V составляет −16,5m.
Разные свойства M 32 указывают на то, что она потеряла значительную часть своей массы из-за приливных взаимодействий с галактикой Андромеды (см. ниже) и от неё осталось только центральная часть. Хотя галактика является карликовой, её характеристики соответствуют некоторым масштабным соотношениям для крупных эллиптических галактик, таким, как соотношение Корменди, соотношение Фабер — Джексона и другим, так что M 32 можно считать нормальной эллиптической галактикой, хотя и с небольшой светимостью.

### Структура
M 32 имеет невысокую светимость, компактные размеры и высокую поверхностную яркость, поэтому её относят к компактным эллиптическим галактикам — редкому подклассу карликовых эллиптических галактик. Её морфологический тип — cE2. M 32 является ближайшим представителем и прототипом класса компактных эллиптических галактик.
Профиль поверхностной яркости M 32 в целом описывается законом де Вокулёра, в то время как у многочисленных карликовых сфероидальных галактик в Местной группе он является экспоненциальным.

#### Ядро
В центре M 32 наблюдается яркое ядро, которое, в частности, проявляется как отклонение профиля поверхностной яркости от закона де Вокулёра в сторону более высокой поверхностной яркости. Показатель цвета внутри ядра практически постоянен. На угловом расстоянии в 10 секунд дуги, соответствующем 37 парсекам от центра находится самый мощный источник рентгеновского излучения в галактике — по-видимому, рентгеновская двойная.
Ядро, судя по распределению в нём поверхностной яркости, имеет центральную плотность более 107 M⊙/пк3. Дисперсия скоростей в центре ядра составляет 92 км/с, что указывает на наличие в нём сверхмассивной чёрной дыры: её масса оценивается в 2,5⋅106 M⊙. Она также является рентгеновским источником с мощностью излучения в 1036 эрг/с. Эта величина составляет лишь 3⋅10−9 от эддингтоновской светимости — один из наиболее низких показателей для известных сверхмассивных чёрных дыр.

### Звёздное население

Соотношение абсолютной звёздной величины и металличности для галактик Местной группы. M 32 имеет значительно более высокую металличность, чем ожидается при её светимости

Основное звёздное население M 32 — старые звёзды (8—10 миллиардов лет) и звёзды среднего возраста (2—8 миллиардов лет) с относительно высокой металличностью −0,2; также в галактике содержатся звёзды старше 10 миллиардов лет с низкой металличностью, около −1,6. Исходя из доли переменных типа RR Лиры (см. ниже) в звёздном населении галактики, доля по массе таких старых, бедными тяжёлыми элементами звёзд составляет 1—4,5 % всей массы звёзд. Присутствует и относительно молодое звёздное население с высокой концентрацией к центру, состоящее из звёзд моложе 1 миллиарда лет с высокой металличностью, около +0,1.
Средняя металличность M 32 составляет −0,25, что заметно выше, чем у других галактик Местной группы со сравнимой светимостью. Это также свидетельствует в пользу того, что в прошлом M 32 была заметно массивнее, но потеряла часть своей массы.

### Звёздные скопления
При наблюдаемой светимости M 32 можно ожидать, что в ней должно находиться 10―20 шаровых звёздных скоплений, однако ни один такой объект в этой галактике не обнаружен. Считается, что в прошлом в M 32 было более 20 шаровых скоплений, но из-за приливных взаимодействий с галактикой Андромеды эти объекты частично были оторваны от M 32 вместе с её внешними частями, а те, которые находились вблизи центра M 32, из-за приливного трения попали в её центр и образовали яркое ядро M 32. Рассеянные звёздные скопления в галактике не наблюдаются.

### Межзвёздная среда
Пыль в галактике практически отсутствует. Масса нейтрального атомарного водорода в галактике составляет менее 1,5⋅106 M⊙, молекулярного водорода — менее 5⋅103 M⊙. По всей видимости, галактика лишилась большей части своего газа, когда проходила через плоскость диска галактики Андромеды, под воздействием лобового давления.
В M 32 известно как минимум 27 планетарных туманностей. Облака межзвёздного газа отсутствуют, звёзды в галактике не образуются.

### Переменные звёзды
В галактике присутствуют переменные типа RR Лиры. Эти звёзды равномерно распределены в M 32, их средняя металличность значительно ниже, чем у остального звёздного населения и составляет −1,4. Также известно, что около 60 % ярких звёзд асимптотической ветви гигантов являются долгопериодическими переменными.
В M 32 периодически вспыхивают новые звёзды: например, наблюдались вспышки в 1998, 2004 и 2006 годах, а частота вспышек оценивается как приблизительно 2 в год. Вспышек сверхновых за всю историю наблюдений в галактике не было. Согласно расчётам, сверхновые типа Ia в галактике вспыхивают раз в 104—105 лет.

### Взаимодействие с другими галактиками и эволюция

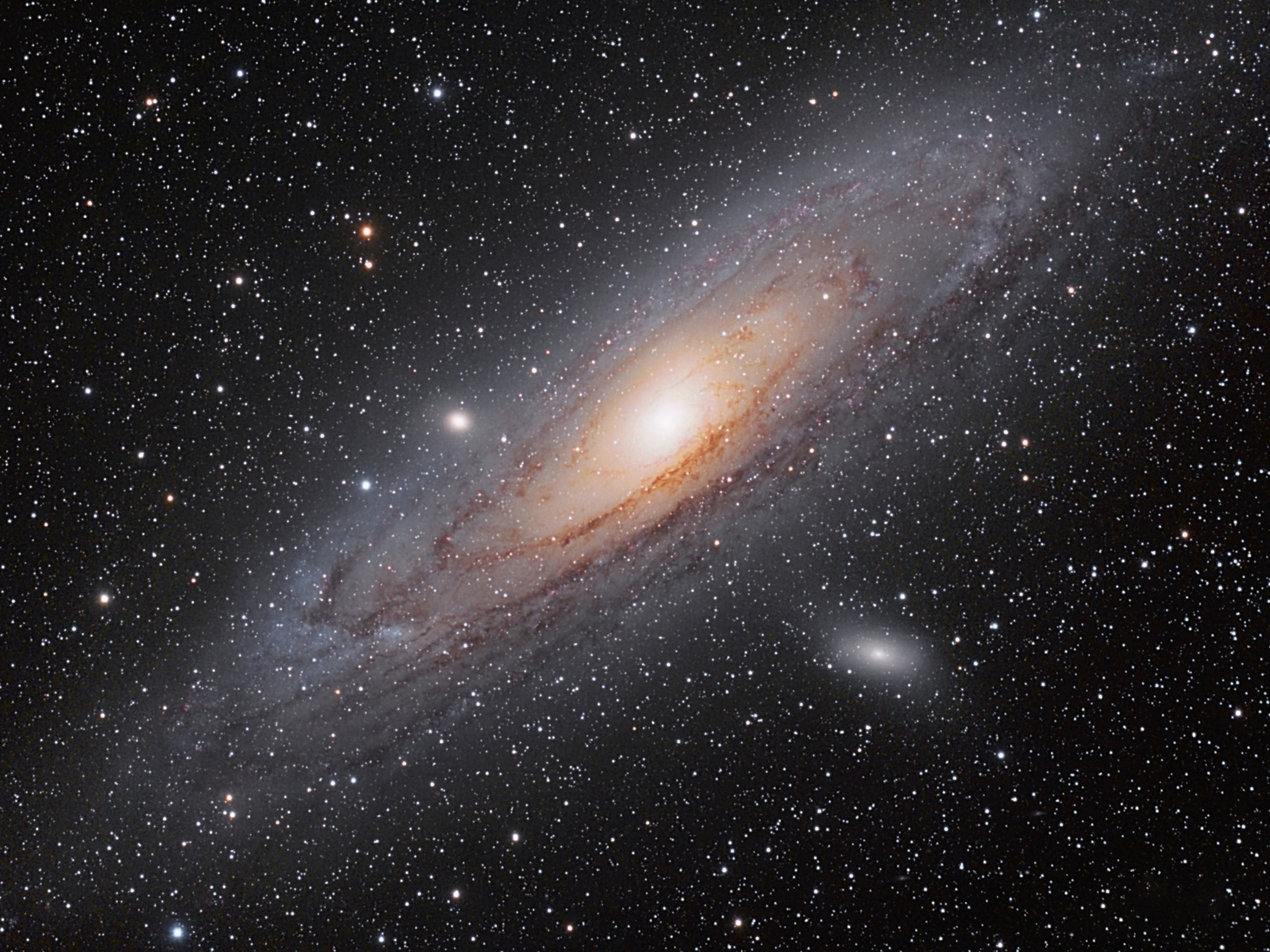
Галактика Андромеды со спутниками: M 32 (слева по центру) и M 110 (внизу справа)

M 32 является спутником галактики Андромеды, а значит, также состоит в Местной группе галактик. Радиус орбиты M 32 вокруг галактики Андромеды оценивается в 12 килопарсек, один оборот по ней занимает 800 миллионов лет, а сама орбита является ретроградной. Последнее означает, что M 32 не образовалась вместе с галактикой Андромеды, а была захвачена гравитацией последней.
Взаимодействие этих галактик заметно повлияло на каждую из них. Из-за приливных взаимодействий M 32 лишилась значительной части своей массы, в пользу чего свидетельствуют различные особенности M 32. Для галактики Андромеды это взаимодействие привело к искажению формы спиральных рукавов и к искривлению диска. Столкновение этих галактик, возможно, произошло 2 миллиарда лет назад и в таком случае вызвало вспышку звездообразования в галактике Андромеды в это же время. Неизвестно, какой именно галактикой была M 32 в прошлом, до того, как лишилась внешних частей: это могла быть как нормальная эллиптическая галактика относительно небольшой светимости, так и спиральная галактика раннего типа, от которой остался лишь балдж.

## Изучение
Галактику M 32 открыл Гийом Лежантиль 29 октября 1742 года. Позже Шарль Мессье внёс её в свой каталог под номером 32. После этого, наблюдая галактику, Джон Гершель и Генрих Луи Д'Арре также отмечали, что в центре наблюдается ядро, выглядящее, как звезда 10-й звёздной величины.
В 1944 году Вальтер Бааде смог пронаблюдать отдельные звёзды в M 32, M 110 и в галактике Андромеды. Он обнаружил, что звёзды в M 32 и в M 110 относятся только к населению II и имеют тот же блеск, что и звёзды в галактике Андромеды, а значит, находятся на одинаковом расстоянии.
M 32 уникальна в том, что она является самой близкой к нам эллиптической галактикой, так что может быть изучена гораздо детальнее, чем другие подобные объекты. Поскольку по своим характеристикам M 32 похожа на крупные эллиптические галактики, некоторые выводы относительно M 32 могут быть применимы и к остальным объектам этого класса.

## Наблюдения

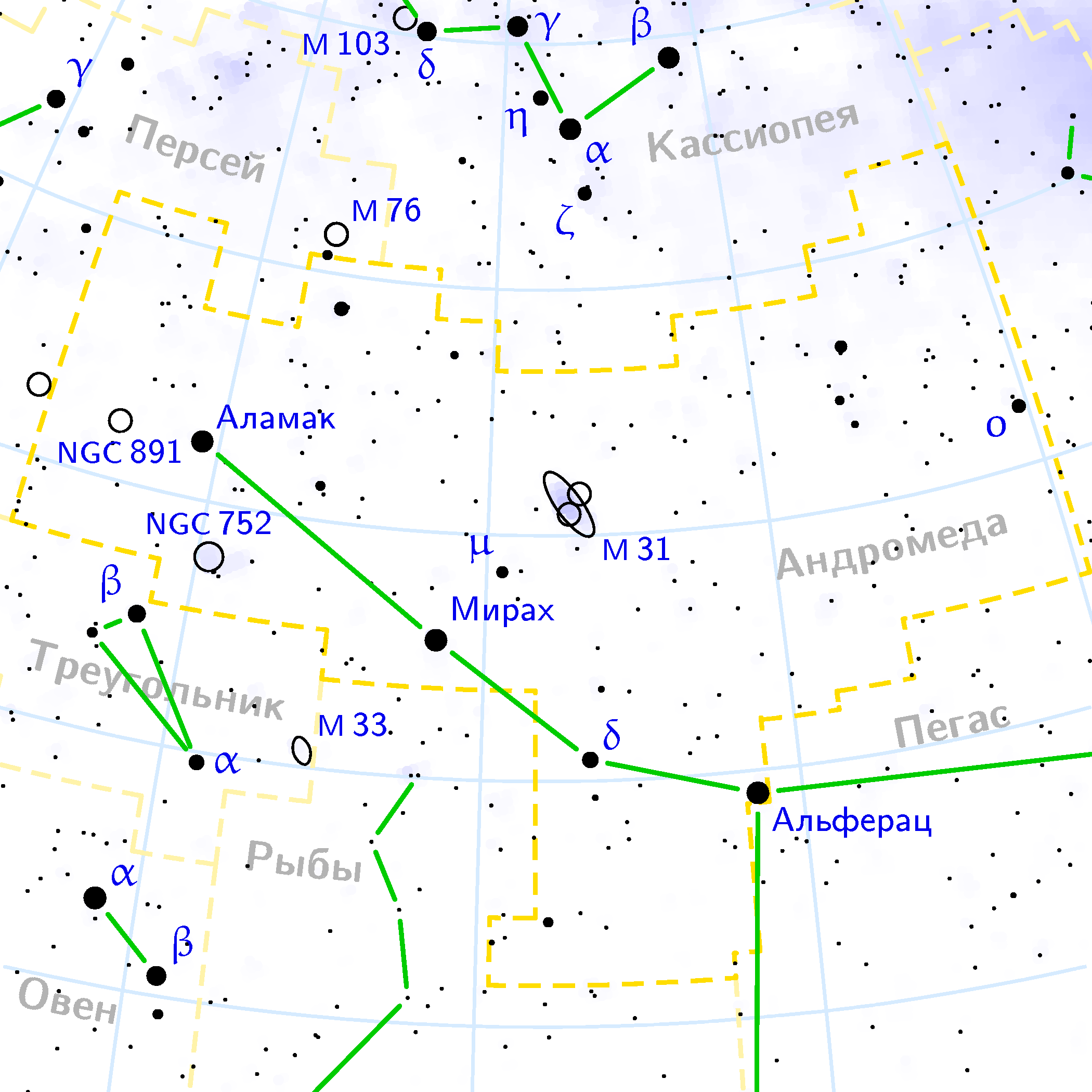
Галактика Андромеды (M 31) со спутниками в созвездии Андромеды

M 32 имеет полный угловой размер 8,7×6,5 угловых минут и видимую звёздную величину 8,1m. Наблюдается в созвездии Андромеды, лучший месяц для её наблюдения ― ноябрь.
Среди спутников галактики Андромеды M 32 наблюдается легче всего, её можно увидеть уже в бинокль 8×30 — тогда она выглядит как размытая звезда, как и при наблюдении в телескоп с небольшим увеличением. При использовании телескопа с диаметром объектива в 350 мм M 32 видна как овальное пятно размером 4×3 угловых минуты, большая ось которого направлена с севера на юг. В M 32 становится различимо яркое ядро, выглядящее как звезда. Поскольку M 32 находится на ярком фоне галактики Андромеды, то видимый размер первой на глаз оценить трудно. Если смотреть в телескоп с диаметром объектива 500 мм, то в 6,3 угловых минутах к северо-востоку от M 32 можно заметить шаровое звёздное скопление в галактике Андромеды — G 156, которое выглядит как звезда 15,6-й звёздной величины.